# Zu elongatus
Zu elongatus is een straalvinnige vissensoort uit de familie van spaanvissen (Trachipteridae). De wetenschappelijke naam van de soort is voor het eerst geldig gepubliceerd in 1984 door Heemstra & Kannemeyer.
Het holotype werd in 1965 gevangen nabij Cape Columbine in het noordwesten van de Kaapprovincie (nabij Paternoster in de huidige provincie West-Kaap).